# Verju v tebja
Verju v tebja (in russo Верю в тебя?) è un singolo della cantante russa Anna Asti, pubblicato il 28 aprile 2023 come secondo estratto dal secondo album in studio Carica.

## Video musicale
Il video musicale, diretto da Alexey Good, è stato reso disponibile in concomitanza con l'uscita del brano attraverso il canale YouTube dell'artista.

## Tracce
Testi di Dmitrij Loren, musiche di Oleg Saško.
1. Verju v tebja – 4:10

## Formazione
- Anna Asti – voce
- Oleg Saško – produzione
- Katerina Tubulina – produzione vocale

## Classifiche
| Classifica (2023) | Posizione massima |
| ----------------- | ----------------- |
| Bielorussia       | 105               |
| Estonia           | 35                |
| Kazakistan        | 50                |
| Russia            | 45                |